# Информатичко доба
Информатичко доба је доба које карактерише могућност појединаца да слободно размењују информације и да имају брз приступ знању, што је раније било отежано или чак немогуће. Ова идеја је блиско повезана са дигиталним добом и сматра се претечом истог. Информатичком добу је претходило индустријско доба. Интернет игра велику улогу у овим променама.
Информацијско доба уследило је након индустријског доба, а у свом ужем значењу односи се на раздобље након 1972. године које обележава брзина кретања информација која је већа од брзине физичког кретања. Његова главна одредница је распострањеност информацијске технологије која повећава брзину и ефикасност преноса информација.
У ширем смислу, почетак информацијског доба подудара се с изумом телеграфа 1837, након чега је уследио развој читавог низа уређаја чија је сврха била обрада и пренос информација. Информацијско доба свој пуни замах доживљава појавом личних рачунара 80-их година прошлог века и успоставом глобалне мреже. С економског стајалишта може се рећи да након њега следе раздобља економије знања и тзв. неопипљиве економија која искориштава знање, креативност и нове могућности сарадње.
Према Мрежи јавне управе Уједињених нација, информатичко доба је настало капитализујући напредак рачунарске микромијатуризације, што би довело до модернизованих информација и до процеса комуникације након што шира употреба у друштву постане покретачка снага друштвене еволуције.

## Преглед раног развоја

### Проширење библиотеке и Муреов закон
Према једном прорачуну Фремонт Рајдера из 1945. године проширење библиотеке доводи до удвостручења капацитета сваких 16 година, где је на располагању довољно простора. Он се залагао за замену гломазних, пропадајућих штампаних дела минијатуризованим аналогним фотографијама на микроформама, које би се могле копирати на захтев корисника библиотеке и других институција.
Рајдер, међутим, није предвидео дигиталну технологију која ће уследити деценијама касније да замени аналогни микрооблик дигиталним медијима за обраду слике, складиштења и преноса, при чему ће огромно повећање брзине раста информација бити омогућено аутоматизованим дигиталним технологијама без губитака. Сходно томе, Муров закон, формулисан око 1965. године, израчунао би да се број транзистора у густом интегрисаном колу удвостручује приближно сваке две године.
Почетком 1980-их, заједно са побољшањима у рачунарској моћи, пролиферација мањих и јефтинијих личних рачунара омогућила је непосредан приступ информацијама и могућност њиховог излагања и складиштења за све већи број радника. Повезивање рачунара у организацијама омогућило је запосленима на различитим нивоима приступ већим количинама информација.

### Складиштење података и Крајдеров закон
Светски технолошки капацитет за чување информација порастао је са 2,6 (оптимално компресованих) ексабајта (EB) у 1986. на 15,8 EB у 1993; преко 54,5 EB у 2000; и на 295 (оптимално компресованих) EB у 2007. години. Ово је информативни еквивалент од мање од једног CD-ROM-а од 730 мегабајта (MB) по особи 1986. године (539 MB по особи); отприлике четири CD-ROM-а по особи у 1993. години; дванаест CD-ROM-а по особи у 2000. години; и скоро шездесет један CD-ROM по особи у 2007. години. Процењује се да је светски капацитет за чување информација достигао 5 зетабајта у 2014. години, што је информативни еквивалент од 4.500 камара штампаних књига које досежу од Земље до Сунца.
Евидентно је да количина ускладиштених дигиталних података расте приближно експоненцијално, што подсећа на Муров закон. Сходно томе, Крајдеров закон прописује да количина расположивог простора за складиштење расте приближно експоненцијално.

## Прединформатичко раздобље
Увођење писма је представљало велики корак у напретку цивилизације, а највише је допринело развоју преноса информација. Пре тога се знање преносило говором, тако што би шегрт или неко од родбине настављао традицију, по принципу „с колена на колено“.
Према једној латинској изреци Оно што није записано, не постоји. Тако су настале књиге, па нове генерације нису морале да изучавају живот испочетка. Недостатак је било то што су се књиге преписивале руком, све до Гутенберговог проналаска штампарске машине у 15. веку. Заправо, прве штампарије су забележене у Кини 868. године.
Индустријско доба је увело машине и мануфактурни рад. Истина, многи радници су се осећали отуђеним услед појаве машина, јер нису могли да осете свој допринос производу.
Рат као негативна људска творевина ипак има и позитивне стране. Како расте конкуренција међу супротстављеним странама, долази и до развоја технике. Последица Првог светског рата у технолошком смислу била је масовна дистрибуција радио апарата. После Другог светског рата су телевизори постали доступни масама. Хладни рат је увео човека у свемир и довео до стварања интернета 1968. године у Пентагону.

## Дигитална иреволуција
Дигитална револуција односи се на последице пада цена дигиталних комуникацијских уређаја те обухвата промене у технологији и друштву. Наступила је 70-их г. 20. века изумом микропроцесора, док њен врхунац започиње 90-их смештањем Интернета у приватну сферу. Информацијска и комуникацијска технологија (ICT) обухвата рачунаре, комуникацијску опрему и с њима повезане услуге те се бави проучавањм информацијског доба. Дигитална и ICT револуција одвијале су се упоредно. Другим речима, аналогни уређаји који служе комуникацији и преносу информација пролазе кроз процес дигитализације. Такво повезивање различитих услуга (телефонија, телевизија, Интернет итд.) у јединствену дигиталну мрежу назива се конвергенција. Основна покретачка снага информацијског доба је Интернет, који омогућава нове облике комуникације, пословања и учења. Интернет је плодно тло за иновације, а у својим темељима је демократичан, јер свако може бити аутор садржаја. Особине дигиталне технологије су интегритет медија, интеграција медија, флексибилна интеракција, трансакције, могућност подешавања алата, уређивање текстуалних, аудио, визуелних и видео записа.
Три појма користе се за објашњавање брзог развоја ICT-а: Муров закон који каже како се снага микрочипова удвостручује свака 24 месеца; Меткалфов закон тврди да вредност мреже расте пропорционално с бројем њених корисника; интернетско време се односи на чињеницу да Интернет омогућава интензивније делатности. Последице дигитализације су олакшана комуникација међу људима и рачунарима, могућност обраде и похране свих врста записа те јефтинији приступ знању и информацијама.

## Информацијска економија
У информацијској економији продуктивност и конкурентност предузећа зависи од њихове могућности стварања, обраде и примене информација утемељених на знању, а ослања се на интензивну употребу информацијске технологије. Информацијска економија је глобална, високо продуктивна и укључује профит који произлази из брзине иновација. Још неки од појмова који се односе на исту појаву, само што наглашавају различите аспекте јесу економија знања, нова и мрежна економија. Утицај ICT револуције очитује се у појави е-трговине, тј. пословним трансакцијама које користе електронску комуникацију и дигиталну технологију. С новом технолошком револуцијом дошло је до промена на тржишту рада. Наиме, све су траженији стручњаци на подручју ICT услуга, технологије и информацијске економије, али и низ пружатеља интелектуалних услуга, као што су адвокати, научници, професори, новинари и др. У овом новом окружју неопходно ће бити целоживотно учење, које ће омогућити управо информацијска технологија.

## Социолошки аспекти
Интернет и дигитална технологија пружају нове прилике за учење, омогућују појединцима директну продају идеја, услуга или производа, приступ информацијама те задовољавање емоционалних и психолошких потреба. Јављају се тзв. виртуалне заједнице утемељене на заједничким интересима. С друге стране, видљива је и појава отуђења, најчешће унутар институције породице, те зависности од нових технологија. Глобализација подразумева брисање вештачких граница слободним протоком добара, услуга, капитала, знања и људи. Омогућиле су је ниске цене превоза и комуникација, а потоње указује на њену повезаност с ICT револуцијом. Упркос глобализацији немају сви једнаку могућност приступа информацијској технологији и Интернету. Тај раздор између информацијски богатих и информацијски сиромашних назива се дигитална подела.

## Интернет
Интернет представља највећу дистрибутивну мрежу која повезује рачунаре широм света, отпорну на деструктивно понашање у глобалним размерама и престанак рада. Интернет је немогуће уништити у једном налету. Чак и ако се велике дистрибуције погазе, постоји могућност премоштавања.
Изумом Ворлд Вајд Веба 1989. године интернет добија на значају у глобалним размерама. Данас интернет представља главни проток информација и као медиј бележи најбржи раст. На тај начин интернет постаје озбиљна конкуренција другим врстама медија (штампа, телевизија).

## Прогресија
Схватање овог аспекта друштвеног живота је свуда другачије. Ипак, као главно обележје јавља се чињеница да информација постаје бесплатна и свима доступна. У Фениксу је основан први интернет факултет.
Многи људи појам информатичког доба разумеју помоћу термина као што су мобилни телефони, дигитална музика, телевизори високе резолуције, дигиталне камере, електронска пошта, интернет, компјутерске игре и остали скорашњи изуми. Услед убрзаног развоја технологије скоро је немогуће пратити домете информатичке револуције.